# نقيل الحضيرة (ذي السفال)

تعديل مصدري - تعديل

نقيل الحضيرة محلة تابعة لقرية الحضيرة، التابعة لعزلة ريده ورياد بمديرية ذي السفال إحدى مديريات محافظة إب في الجمهورية اليمنية، بلغ تعداد سكانها 44 حسب تعداد اليمن لعام 2004.